# كارينيان (الأردين)
كارينيان، التي كانت تُعرف سابقًا باسم إيفوي أو إيفوا حتى عام 1662، هي بلدية فرنسية تقع في إقليم الأردين في منطقة غراند إيست.
حتى منتصف الخمسينيات من القرن الماضي، كانت اللورين لغتها المشتركة. سكانها يسمون إيفوازنيون.

## جغرافيا

### الموقع
تقع البلدة بالقرب من الحدود البلجيكية، وتقع على بعد بضعة كيلومترات إلى الشمال الشرقي : ماتون وكليمينسية.

### المباني الدينية

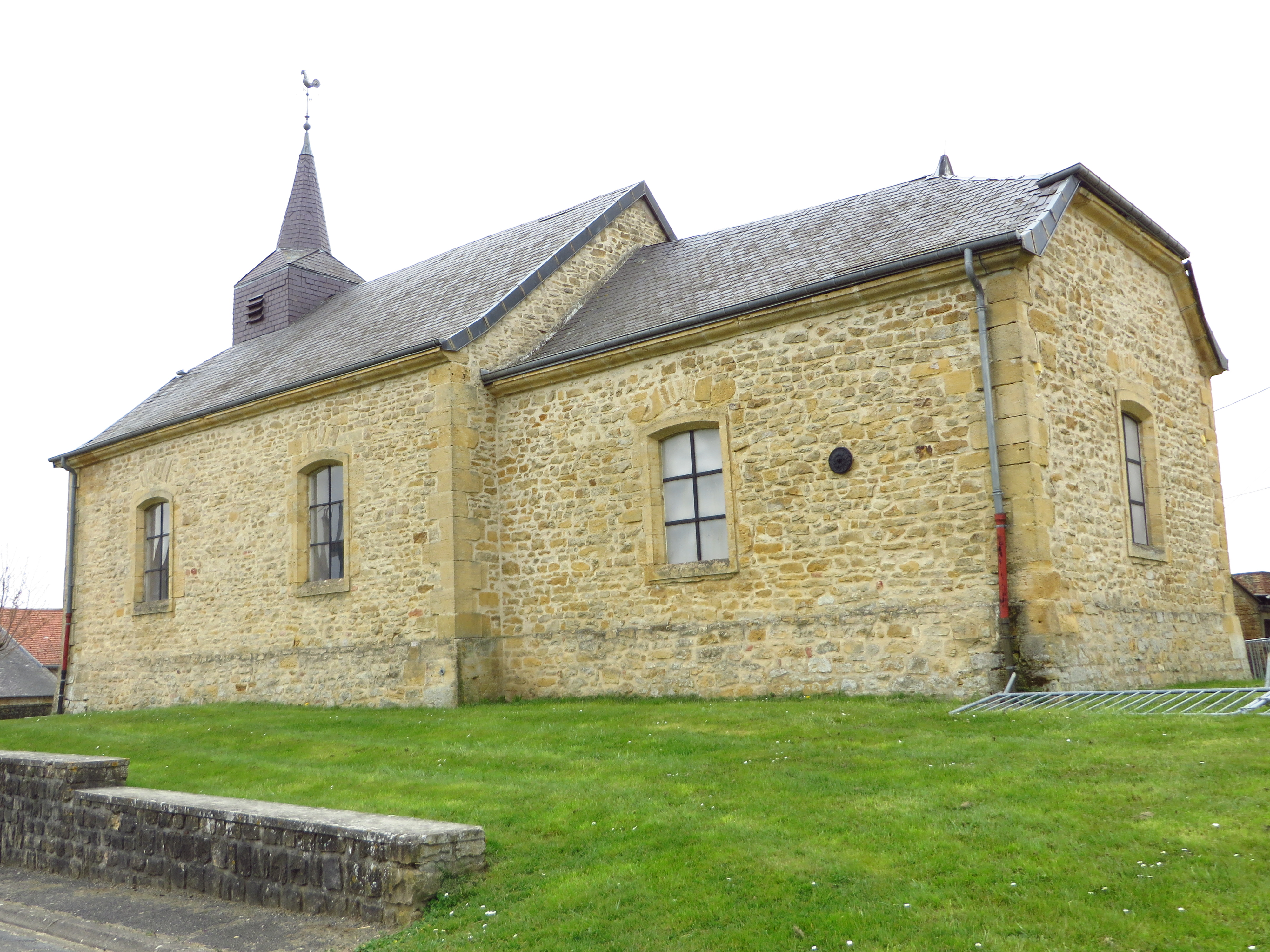
كنيسة سان بيير دي وي.

### شخصيات مرتبطة بالبلدية
- جيري دي كامبراي (حوالي 540-619 ؟)، أسقف كامبراي، صانع المعجزات المقدسة الذي يُحتفل به في 11 أغسطس.
- وُلد بها ماتياس شاردون (1695-1771)، وهو راهب بندكتيني في سان أرنولد دي ميتز ومؤرخ الليتورجيا الكاثوليكية.
- ولد في كارينيان نيكولاس برنارد غيوت دي لاكور (1771-1809)، جنرال الثورة والإمبراطورية. أصيب بجروح قاتلة في واغرام، ونُقش اسمه على قوس النصر ويظهر تمثال نصفي له في معرض المعارك في قصر فرساي.
- ولد بها جول فيسو (1854-1934)، نحات حصل على جائزة في باريس عام 1889.
- وُلدت في كارينيان جول مازي (1865-1951)، روائي وشاعر ومؤرخ وناقد فني وصحفي.
- جين ميلين (1877-1964)، داعية سلام، نسوية، كاتبة وسياسية، مرشحة لرئاسة الجمهورية عام 1947 ضد فنسنت أوريول.